# しあわせの扉
「しあわせの扉」（原題： Knock, Knock Who's There?）は、メリー・ホプキンが1970年に発表した楽曲。第15回ユーロビジョン・ソング・コンテストで2位を獲得した。

## 概要
1970年3月7日に開催された「A Song for Europe」でメリー・ホプキンは6曲歌い、最後に歌った「しあわせの扉」が最も得票数を集めた。ホプキンはBBCによってイギリス代表に選ばれ、ユーロビジョン・ソング・コンテストに出場する権利を得る。
同年3月20日、シングルA面曲として発売。B面は「恋の芽ばえ（I'm Going to Fall in Love Again）」。ミッキー・モストがプロデューサーをつとめた。
同年3月21日、第15回ユーロビジョン・ソング・コンテストがアムステルダムで開催される。優勝はアイルランドの歌手、ダナの「若葉の季節（All Kinds of Everything）」。「しあわせの扉」は2位を記録した。もっともホプキン本人は「あの歌を歌うのはすごく恥ずかしかった」と述べており、以後コンサートでほとんど歌わなかった。また当時、「一番いい歌がコンテストで優勝した」という発言も残している。
本作品は世界中で大ヒットした。ニュージーランドは1位、イギリス、南アフリカは2位、オランダ、ベルギー、ポーランドは3位を記録した。なお、アメリカでのシングル発売は1972年11月と遅れ、ビルボード・Hot 100の順位も92位とふるわなかった（ただしイージーリスニング・チャートでは11位）。
1972年に発売されたアルバム『Those Were the Days』に収録された。